# Roobuka
Roobuka är en ort i Estland. Den ligger i Saku kommun och landskapet Harjumaa, i den västra delen av landet, 23 km söder om huvudstaden Tallinn. Roobuka ligger 54 meter över havet och antalet invånare är 136.
Terrängen runt Roobuka är platt. Runt Roobuka är det ganska tätbefolkat, med 108 invånare per kvadratkilometer. Närmaste större samhälle är Keila, 15,4 km nordväst om Roobuka. I omgivningarna runt Roobuka växer i huvudsak blandskog.